# Cedar Rapids Titans
Die Cedar Rapids Titans sind ein Arena-Football-Team aus Cedar Rapids, das aktuell in der Indoor Football League (IFL) spielt. Ihre Heimspiele tragen die Titans im U.S. Cellular Center aus.

## Geschichte
Die Titans wurden 2011 gegründet und nahmen den Spielbetrieb zur Saison 2012 auf.
Die Titans sind das allererste Arena Football Team, welches in Cedar Rapids stationiert ist. Seit ihrer Gründung zogen die Titans vier Mal in die Playoffs ein, zwei Mal davon bis in die United Conference Championships.

## IFL-Saison 2012
Das erste Spiel der Vereinsgeschichte wurde am 3. März 2012 mit 32:13 gegen die Lehigh Valley Steelhawks gewonnen. Nur drei weitere Siege folgten bis Saisonende. So beendeten die Titans die Saison mit 4 Siegen zu 10 Niederlagen auf dem vorletzten Platz der United Conference und verpassen die Playoffs.
Am Ende der Saison wurden Defensive End Xzavie Jackson und Defensive Back TJ Simmons in das ALL-IFL 2nd Team gewählt.

## IFL-Saison 2013
Die Saison 2013 endete mit der Playoffteilnahme. Der Grundstein wurde gleich zu Saisonbeginn gelegt, als man die ersten vier Spiele allesamt gewann. Am Ende standen den 9 eingefahrenen Siegen, 5 Niederlagen gegenüber und wurde Zweiter hinter den Sioux Falls Storm in der United Conference.
Da einer der Co-Besitzer während der Saison seinen Anteil an der Mannschaft öffentlich für $80.000 anbot, musste sich der Gründer der Titans, Chris Kokalis, vor den Medien verantworten, ob die Titans nach nur einer Saison wieder verkauft werden würden.
Titans’ Coach Mike Stroute wurde am Ende der Saison zum Trainer des Jahres gewählt. Running Back laRon Council, Wide Receiver Carl Sims und Defensive End Xzavie Jackson wurden in das All-IFL 1st berufen.

## IFL-Saison 2014
Auch 2014 erreichten die Titans mit 11 Siegen bei nur 3 Niederlagen als Zweiter der United Conference die Playoffs. Auch diese Saison war nur Ligaprimus Sioux Falls Storm besser.
Im United Conference Championship unterlag man den Storm mit 36:73 und schied aus.
Der Award „Special Teams Player of the Year“ ging am Ende der Saison an Titans Kicker Rockne Belmonte. Erneut LaRon Council und Defensive End Kyle Jenkins wurden ins All-IFL 1st Team gewählt.

## IFL-Saison 2015
Wie 2014 erreichte man mit 9 Siegen zu 5 Niederlagen als Zweiter der United Conference die Playoffs. Nachdem man in den letzten beiden Jahren je einmal gegen die Sioux Falls Storm in der Hauptrunde gewinnen konnte, wurden 2015 beide Hauptrundenspiele verloren und schied erneut im United Conference Championship gegen die Storm mit 12:34 aus.
Defensive End Jeremiah Price hatte die Ehre als Defensive Player of the Year ausgezeichnet zu werden.

## IFL-Saison 2016
12 Siege und 4 Niederlagen reichten erneut um die Playoffteilnahme 2016 perfekt zu machen, wenn auch nur über die Wild Card Runde. Im Wild Card Game besiegten die Titans die Wichita Falls Nighthawks mit 63:33, ehe erneut im Halbfinale gegen die Sioux Falls Storm Schluss war.
Erneut wurde Jeremiah Price als Defensive Player of the Year ausgezeichnet und wurde zusammen mit Xzavie Jackson ins All-IFL 1st Team gewählt. Price wechselte anschließend zu den Jacksonville Sharks in die National Arena League, eine neugegründete Indoor Football Liga.

## IFL-Saison 2017
2017 folgte der komplette Einbruch mit nur einem Sieg und 15 Niederlagen. Die Playoffs wurden deutlich verpasst.
Zum ersten Mal seit ihrer Gründung wurde kein Spieler in ein All-IFL Team gewählt.

## Stadion
Die Titans absolvieren ihre Heimspiele im 6.900 Zuschauer fassenden U.S. Cellular Center. Da Cedar Rapid über keine professionelle Sportmannschaft verfügt, teilen sich die Titans das Stadion mit diversen College- und Universitätsmannschaften.